# Here in Angola
Here in Angola is een single van Al Stewart. Het is afkomstig van zijn album Live/Indian summer. Dat bevatte vijf opnames uit de geluidsstudio en de rest bestond uit liveversies van hits. Bij de overzetting naar de compact disc verdween het studiogedeelte naar 24 Carrots; de liveopnamen kwamen op de cd-versie van Live/Indian summer.
Here in Angola gaat over een vriend(in) van Stewart die hem probeert te bekeren. Het lied heeft een verwijzing naar Apocalypse Now van Francis Ford Coppola ("You be the colonel of the cavalry; I’ll be Francis Ford Coppola").
B-kant Indian summer gaat over nazomer, maar meer een oudewijvenzomer, een periode in de herfst met zomers temperaturen.
Zowel album als single verkochten te weinig om in hitparades te belanden.